# 埃斯佩蘭薩 (多明尼加)
19°34′48″N 70°59′24″W / 19.58000°N 70.99000°W
埃斯佩蘭薩（西班牙語：Esperanza），是多明尼加共和國的城鎮，位於該國西北部，由巴韋德省負責管轄，面積215.24平方公里，2012年人口70,588，人口密度每平方公里330人。